# Babatha
Babatha (* um 104; † 132) war eine Frau jüdischen Glaubens, die zu Beginn des 2. Jahrhunderts n. Chr. in der Hafenstadt Maoza am südlichen Ende des Toten Meeres im heutigen Jordanien lebte. Bedeutung für die rechtshistorische Forschung erlangten die provinzialen Rechtsdokumente aus dem Babatha-Archiv.

## Entdeckung und Bedeutung
Die Existenz von Babatha wurde durch ihre persönlichen Dokumente bekannt, die der Archäologe Yigael Yadin 1960 bei Untersuchungen der Höhle der Briefe in einem Lederbeutel fand. In der Höhle am Westufer des Toten Meeres nahe der Oase En Gedi wurden noch weitere Funde aus antiker Zeit gemacht, wie Schriftstücke des jüdischen Rebellen Bar Kochba. Bei den Dokumenten der Babatha handelt es sich vor allem um Verträge über Heiraten, Vermögensübertragungen und Vormundschaften. Diese Dokumente aus den Jahren 96 bis 134 n. Chr. bieten ein lebendiges Bild vom Leben einer Frau aus der oberen Mittelschicht in der römischen Provinz Judäa zur Wende vom 1. zum 2. Jahrhundert. Die rechtshistorische Bedeutung kommt ihnen zu, da sie Einblicke in die Auswirkungen des römischen Rechts auf die alltäglichen Geschäftstätigkeiten der damaligen Menschen bieten.

## Lebensdaten

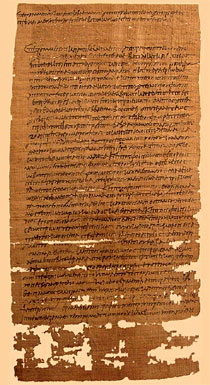
Dokument über die vier Obstgärten der Babatha

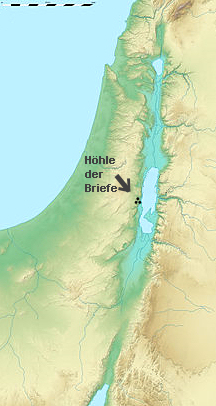
Fundort der Dokumente in der Höhle der Briefe

Babatha wurde um 104 geboren, vermutlich als einziges Kind oder als älteste Tochter, so dass sie die Dattelplantage ihres Vaters erbte. 124 war sie bereits verwitwet und hatte einen jungen Sohn namens Jesus. Ein Jahr später heiratete sie erneut, einen gewissen Judah. Dieser war Eigentümer dreier Dattelplantagen in En Gedi und hatte eine Tochter aus einer Ehe mit einer anderen Frau. Da die Vielehe nach damaligem Recht erlaubt war, ist nicht klar, ob Babatha zusammen mit ihrem Mann und dessen weiterer Frau zusammenlebte oder ob Judah zwei Haushalte besaß, zwischen denen er wanderte.

## Babatha-Archiv
Die Dokumente über ihre zweite Heirat bieten Einblick in ihren Status innerhalb dieser Beziehung. So weist etwa der Umstand, dass in ihrem Ehevertrag festgehalten wurde, dass Judahs Schulden Teil ihrer Verpflichtungen werden, darauf hin, dass sie ihm finanziell gleichgestellt war. Ein Rechtsdokument von 128 n. Chr. belegt, dass Judah bei ihr ein zinsfreies Darlehen nahm, ein deutlicher Beleg für ihre Kontrolle über ihr eigenes Vermögen. Bis zu seinem Tod im Jahre 130 nahm sie seine Besitzungen in En Gedi als Pfand für seine Schulden, die sie, wie im Ehevertrag vereinbart, gedeckt hatte. In Ägypten kaum belegt, findet sich hier die Anwendung der gewöhnlicherweise Bürgern vorbehaltene Stipulationsklausel zwischen peregrinen Vertragspartnern.
Ein weiteres Dokument betrifft die Vormundschaft ihres Sohnes (iudicium tutelae). So zog sie 125 n. Chr. gegen die Betreuer ihres Sohnes mit der Anschuldigung vor Gericht, dass diese ihre Mittel nicht hinreichend ausgezahlt hätten. Das Dokument beinhaltet dabei eine Petition, dass die volle Verantwortung über ihren Sohn und dessen Eigentum auf sie übergehen solle. Überliefert ist das Dokument in dreifacher Abschrift einer griechischen Übersetzung.

## Tod
Das jüngste Dokument im Lederbeutel betrifft eine Vorladung nach En Gedi, wo Judahs erste Frau, Miriam, wegen des Eigentums des verstorbenen gemeinsamen Gatten gegen sie geklagt hatte. Es wird daher vermutet, dass Babatha im Jahr 132 bei En Gedi war, wo sie mitten in den Bar-Kochba-Aufstand geraten wäre. Es ist daher wahrscheinlich, dass sie mit Miriam und ihrer Familie aus dem Kampfbereich floh. Aus dem Umstand, dass die Dokumente sich noch im Beutel befanden und in ihrem Umfeld Knochenreste gefunden wurden, schlossen Historiker, dass Babatha wahrscheinlich ums Leben kam, während sie in der Höhle Zuflucht suchte.